# Daniela Mercury
Daniela Mercury, pseudonimo di Daniela Mercuri de Almeida (Salvador, 28 luglio 1965), è una cantante, compositrice e produttrice discografica brasiliana di axé, samba-reggae e música popular brasileira ovvero MPB.
A partire dagli anni 1990, diventò una delle cantanti brasiliane più popolari, vendendo circa 11 milioni di album in tutto il mondo e diventando l'artista femminile con più canzoni che raggiungono la prima posizione nella classifica brasiliana.

## Biografia
Figlia di Liliana Mercuri de Almeida, assistente sociale, e di Antonio Fernando de Abreu Ferreira de Almeida, meccanico industriale portoghese, abitò nel quartiere di Brotas in Salvador con i suoi 4 fratelli: Tom, Cristiana, Vânia Abreu (anche lei cantante di MPB) e Marcos.
All'età di otto anni, Mercury cominciò a studiare danza (balletto classico, danza afro e jazz). A 13 anni, influenzata da Elis Regina, decise di diventare cantante e a 17 anni iniziò a cantare nei ‘Trio Elettrico’, gruppi musicali formati da 3 strumenti musicali, tipici del carnevale di Bahía. A 18 anni entrò nella scuola di danza Universidade Federal da Bahía.

### L'inizio della carriera (1984-1990)
Prima di iniziare la sua carriera di solista, Daniela Mercury fece parte del gruppo Banda Eva, molto prima di Ivete Sangalo. Fece parte anche come supporto vocale del gruppo di Gilberto Gil. Nel 1998 e nel 1990 incise 2 album come vocalista del gruppo Companhia Clic. Con questo gruppo lanciò le canzoni Pega que Oh! e Ilha da banans, che fecero successo a Bahia. Agli inizi degli anni '90 inizio la carriera solista.

### La conquista del successo (1991-1994)
Il primo album della Mercury, lanciato nel 1991 dalla casa discografica indipendente Eldorado, prende il suo nome come titolo. Da questo album furono trasmesse dalla radio canzoni come Swing da cor (il primo numero uno della cantante nella 'hit parade' brasiliana) e Menino do Pelô, entrambi registrate con gli Olodum.
Nel 1992, Mercury si stacco dalla casa discografica, producendo i suoi album in proprio, per poi negoziare con le case discografiche per la distribuzione.
Presentò il suo progetto Som do meio dia nel Museo di arte di San Paolo, portando al suo concerto più di 30.000 persone. Dopo questo concerto fu contattata da Sony Music che pubblicò il suo secondo album, O canto da cidade. L'album vendette più di due milioni di copie in Brasile e Daniela diventò così la seconda interprete femminile a ottenere questo risultato. L'album contiene successi come O mais belo dos belos, Batuque, Você não entende nada e la canzone che dà il titolo all'album, O canto da cidade. Con questa canzone, Mercury realizzò uno speciale di fine anno sulla tv Rede Globo, che riprendeva un suo concerto registrato nella piazza ‘‘de Apoteose’’ in Rio de Janeiro con pezzi registrati con Caetano Veloso, Herbert Viana e Tom Jobim. Nel luglio del 1993 Mercury fu una delle principali attrazioni brasiliane nel prestigioso Montreux Jazz Festival in Svizzera.

### Sviluppo artistico (1994-1999)
Nel 1994, sempre l'etichetta Sony pubblicò il suo terzo album intitolato Musica de rua. La critica fu dura, affermando che la cantante copiava la formula dei suoi precedenti album. Questo album vendette più di un milione di copie e due canzoni divennero numero uno nella hit parade brasiliana; Musica de rua e O reggae e o mar. Sei canzoni di questo album furono scritte da lei stessa. Nello stesso anno registra uno spot pubblicitario di una marca di birra per la Coppa del Mondo, cantando con Ray Charles.
Nel 1996 la Mercury pubblica il suo quarto album, intitolato Feijão com arroz (Fagioli con il riso), l'album fece successi sia per pubblico sia per critica, ed essendo considerato dal sito All Music Guide il migliore album di Daniela Mercury. Le canzoni di maggior successo di questo numero sono A primeira vista, Nobre vagabundo e Rapunzel. Con i suoi due milioni di copie, questo album risulta il più venduto di tutta la sua carriera e anche all'estero, specialmente in Portogallo, diventò uno dei più venduti di tutti i tempi. Recentemente la sua copertina fu scelta dagli internauti del sito Jornal da Globo come la migliore della storia della Music Popular Brasileira.
Nel 1998, passato il successo di Feijão com Arroz, Mercury incise il suo primo album interamente dal vivo intitolato Elétrica, ultimo album ad essere prodotto con Sony. Nello stesso anno Mercury partecipa alla raccolta Tropicália - 30 anos, dove interpreta una canzone di Caetano Veloso Alegría, Alegría.
Nel 1999 la Mercury fonda uno dei principali trio elettrici del Carnevale di Bahía, il Trio Techno. La musica elettronica inizialmente poco accettata prende piede poco a poco e ogni anno durante il Carnevale percorrono dal Faro di Barra fino al quartiere Ondina trascinando una folla con loro.

### Cambiamenti nel suono (2000-2004)
Nel periodo dal 2000 al 2004 la Mercury incise quattro album tramite BMG, il genere axé fu escluso, poiché stava andando in declino. Il primo di questi album fu Sol da liberdade che vendette quasi un milione di copie e diversi brani raggiunsero la vetta della hit parade brasiliana; Ilê perola negra e una nuova versione di Como vai você di Antonio Marcos.
Un'altra canzone, Santa Helena, arrivò alla posizione numero 26, la peggior posizione raggiunta dalla cantante. L'album fondeva i suoni tradizionali della carriera di Daniela Mercury con la Musica elettronica. Il disco fu elogiato dalla critica, e fece che il ritmo samba-reggae dialogasse con altri generi musicali.
L'anno seguente, Mercury confermò di rimanere nella linea di fusione con la musica elettronica con il lancio dell'album Sou de qualquer lugar. L'album vendette appena la metà di copie del precedente, ma il singolo Mutante scritto da Rita Lee e Roberto de Carvalho, raggiunse la vetta della Hit Parade. L'album ricevette critiche negative da parte dei media, perché la cantante passava da un genere a un altro. Mercury replicò che essendo una cantante di musica popular brasileira aveva il diritto di sperimentare però anche altri ritmi e generi.
In aprile del 2003, presenta il suo secondo album dal vivo; MTV Ao Vivo - Eletrodoméstico. L'album era stato registrato il 23 e 24 gennaio, di quell'anno al Teatro Castro Alves, a Salvador. E fu lanciato anche come DVD, il primo della Mercury. Le vendite furono inferiori rispetto ai primi album, solo 160.000 copie, 3 brani arrivano nella hit parade brasiliana.
Nel 2004 fu lanciato l'album Carnaval Eletrônico, per la registrazione di questo album la Mercury invitò DJ influenti e produttori di musica elettronica, oltre a Gilberto Gil, Carlinhos Brown e Lenine.
Il lancio dell'album coincise con una commemorazione dei 5 anni della formazione del Trio Techno. Il disco vendette più di 190.000 e produsse un numero uno Maimdê Dandá (l'ultimo numero uno della cantante). Canzone che gli fece guadagnare il trofeo Dodô e Osmar. Un'altra canzone di questo album, Vou Batê Pra Tu arrivò alla posizione numero 76 nella hit parade brasiliana. Nello stesso anno partecipò ad un progetto con la cantante Janaina Lima dei Kaleidoscópio dal nome " Trio Elettronico ".

### Ritorno ai suoni antichi (2004-2007)

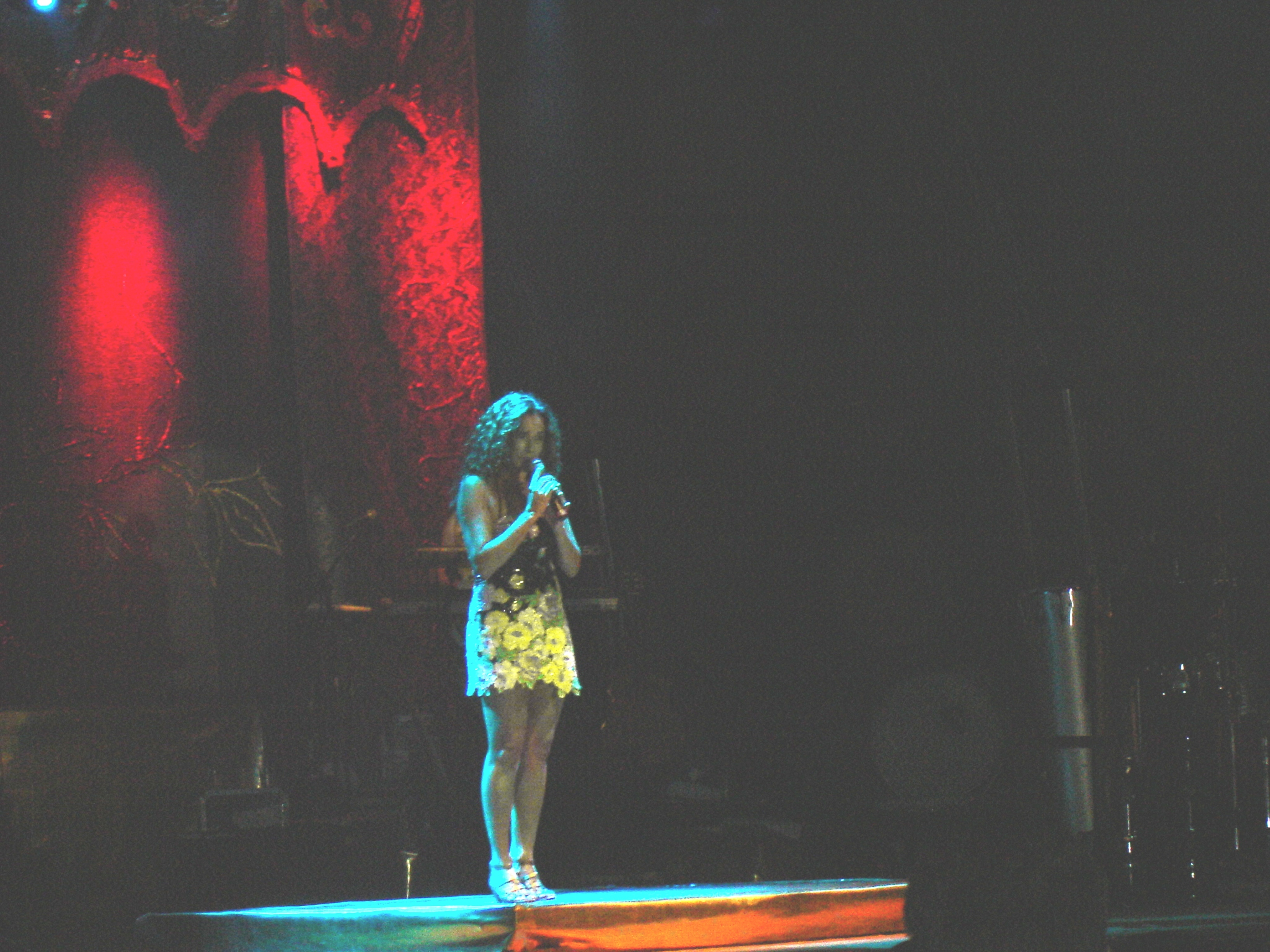
Daniela Mercury a Goiânia il 16 settembre 2007 nell'inaugurazione del Parque Flamboyant. Show che segna i 15 anni di O Canto da Cidade.

Gli album che la Mercury produsse dal 2004 fino al 2006 abbandonarono in parte la fusione con la musica elettronica, chiaramente evidente negli album precedenti.
Nel 2005, l'album Classica fu lanciato in CD e DVD, tramite la casa discografica Som Livre. L'album fu registrato dal vivo nel 2004 a San Paolo con la partecipazione speciale di Vânia Abreu, sorella minore della Mercury. Nell'album la cantante interpreta canzoni di bossa nova, jazz e MPB, lasciando da parte canzoni che generalmente erano associate alla sua immagine. Il lancio di questo album segno l'inizio di una nuova fase nella carriera di Daniela Mercury, possedendo ora un controllo totale della sua opera. L'album fu visto con critica positiva e negativa, fu anche l'album che vendette di meno di tutta la sua carriera.
Nello stesso anno, attraverso EMI, fu lanciato l'album Balé mulato. L'album fu ricevuto dalla critica positivamente, e lo paragonarono all'Album Feijão com Arroz. Però non fu apprezzato dal pubblico, nessuna canzone raggiunse la vetta della hit parade del paese. In questo album, Daniela incluse Olha o Ghandi Ai, eletta canzone del carnevale di Salvador del 2005, dal trofeo Rede Bandeirantes, con più di un milione di voti. L'anno successivo un'altra canzone Levada Brasileira ottenne lo stesso successo. 
Nel 2006 la cantante pubblicò sempre con EMI il DVD Baile Barroco, registrato dal vivo durante il carnevale Bahiano dell'anno precedente. Questo DVD contiene partecipazioni speciali di Gilberto Gil, Luiz Caldas e del pianista Ricardo Castro, che fece un rinnovamento collocando un pianoforte in cima al trio, ottenendo alcune critiche di voler rendere elegante il popolare.
Nello stesso anno registrò uno show al Faro della Barra, in Salvador e pubblicò l'album col titolo Balé mulato - Ao vivo nei formati DVD e CD, mediante EMI. Lo show ebbe le partecipazioni speciali di Banda Didá e delle cantanti Gil e Mariene de Castro. Il cineasta pernambucano Lirio Ferreira diresse le immagini del DVD. Balé mulato - Ao vivo vinse il Grammy Latino come Migliore album brasiliano di musica regionale o di radici, il primo dopo 4 nomination frustrate.
Nel 2007 la Mercury fu scelta con Eumir Deodato per partecipare ad un album in tributo We All Love Ennio Morricone con il brano Conmigo. Registrò anche con Zé Ramalho e fu invitata per cantare Cidade Maravilhosa e Aquarela do Brasil nel finale della cerimonia di apertura dei Giochi Panamericani del 2007 e dei Giochi Para-Panamericani del 2007, entrambi svoltisi a Rio de Janeiro. Celebrò anche i quindici anni dell'album O canto da cidade con la realizzazione di shows speciali.

### Nuovi progetti
All'inizio del 2008 la cantante presenta Preta, il suo più recente single, che comprende la partecipazione speciale di Seu Jorge. La canzone è fortemente influenzata dal Samba, arrivò alla posizione 48 nella hit parade ufficiale nazionale. Nel programma Omaggio all'artista (Homenagem ao Artista), Mercury rese noto che questa canzone farà parte di un album che sarà pubblicato a breve dalla EMI.
Sony BMG comunicò che intende lanciare uno speciale O canto da cidade, esibito originariamente nel dicembre del 1992 da Rede Globo, in DVD

## Vita privata
Nel 1984, a 19 anni, sposò un ingegnere elettronico, Zalther Porteia Laborda Póvoas. L'anno seguente diede alla luce il primo figlio Gabriel e l'anno successivo la figlia Giovanna. Nel 1996 si separò da suo marito. Nello stesso anno, è stata indicata come la ragione della rottura tra Chico Buarque e Marieta Severo. In un'intervista alla rivista ISTOÉ, ha affermato che "è stata una leggerezza ciò che hanno fatto, un'irresponsabilità che ha causato scompiglio nella mia vita e in quella di entrambi". Nell'aprile 2013 Daniela Mercury ha utilizzato i social media per rendere pubblica la sua relazione con la giornalista Malu Verçosa, affermando che "Malu è ora mia moglie, la mia famiglia, la mia ispirazione per cantare". Daniela Mercury e Malu Verçosa si sono sposate il 12 ottobre 2013, con una cerimonia civile a Salvador da Bahia, entrambe vestite di bianco. Era presente anche il padre della cantante, inizialmente contrario alla relazione. 

## Filantropia
L'attività filantropica dell'artista è rivolta soprattutto all'infanzia. Nel 1995 fu nominata ambasciatrice nazionale di buona volontà dall'UNICEF, diventando la seconda personalità a ricevere questo onore. È anche ambasciatrice dell'Istituto Ayrton Senna.
Mercury partecipò anche a vari spettacoli di beneficenza in favore dei bambini, tra cui Criança Esperança dell'UNICEF e Teleton della AACD, (Associação de Assistência à Criança Deficiente). Parte dei diritti dell'album Elétrica de 1998 furono dati all'UNICEF.
Mercury partecipò anche ad altri progetti di beneficenza, non legati direttamente ai bambini. Nel 7 ottobre del 2003, partecipò allo spettacolo Solidariedade Brasil-Noruega a supporto del programma Fame Zero nel Teatro Nazionale in Brasilia. È legata anche all'associazione America Latina in azione solidale ALAS (America Latina em Ação Solidária) avendo partecipato nel settembre 2007 a una campagna pubblicitaria promuovendo aiuti ai senzatetto per via del terremoto in Perù del 2007.

## Discografia

### Album con Companhia Clic
- 1988: Companhia Clic - Vol. 1
- 1989: Companhia Clic - Vol. 2

### Album di studio
- 1991: Daniela Mercury
- 1992: O Canto da Cidade
- 1994: Música de rua
- 1996: Feijão com Arroz
- 2000: Sol da liberdade
- 2001: Sou de qualquer lugar
- 2004: Carnaval eletrônico
- 2005: Balé mulato
- 2006: 15 anos de carreira
- 2009: Canibália
- 2011: Canibália: Ritmos do Brasil

### Altri album
- 1998: Elétrica
- 2003: MTV ao vivo - Eletrodoméstico
- 2005: Clássica
- 2006: Balé mulato - Ao vivo

### Video DVD
- 2003: Eletrodoméstico
- 2005: Clássica
- 2006: Baile barroco
- 2006: Balé Mulato - Ao Vivo
- 2008: O canto da cidade - 15 anos
- 2011: Canibália: Ritmos do Brasil

### Singoli numero uno in Brasile
- 1991: Swing da cor
- 1992: O canto da cidade
- 1992: O mais belo dos belos
- 1992: Batuque
- 1993: Você não entende nada
- 1994: Música de rua
- 1994: O reggae e o mar
- 1996: À primeira vista
- 1997: Nobre vagabundo
- 1997: Rapunzel
- 2000: Ilê pérola negra
- 2000: Como vai você
- 2002: Mutante
- 2004: Maimbê dandá

## Premi

### Grammy Latino
- 2007: Miglior album di musica regionale o di radici brasiliane Balé Mulato - Ao Vivo

### Premio Sharp/Premio TIM
- 1991: Miglior rivelazione femminile (regionale)
- 1992: Miglior musica (speciale) per "O Canto da Cidade"
- 1992: Miglior cantante (regionale)
- 1994: Miglior cantante (regionale)
- 2006: Miglior cantante (regionale)
- 2006: Miglior cantante (voto popolare)

### Premio Multishow di Musica Brasiliana
- 1995: Miglior cantante
- 1997: Miglior cantante
- 2002: Miglior musica per "Mutante"

### Premio dell'’'Associazione Paulista di Critici d'Arte'’
- 1992: Miglior show per O Canto da Cidade